# Ravan
Ravan is een plaats in de gemeente Sibinj in de Kroatische provincie Brod-Posavina. De plaats telt 185 inwoners (2001).